# ميكاليس ميوزيك
ميكاليس ميوزيك (باليونانية: Μιχάλης Μούσιτς)‏ هو لاعب كرة قدم قبرصي في مركز الوسط، ولد في 4 فبراير 1999 في لارنكا في قبرص. لعب مع نادي أيك لارنكا.

## وصلات خارجية
- ميكاليس ميوزيك على موقع قاعدة بيانات كرة القدم.إي يو (الإنجليزية)
- ميكاليس ميوزيك على موقع Soccerway.com (الإنجليزية)